# Назирная
Назирная (укр. Назірна) — село в Подгайчиковской сельской общине Коломыйского района Ивано-Франковской области Украины.
Население по переписи 2001 года составляло 385 человек. Занимает площадь 2.74 км². Почтовый индекс — 78265. Телефонный код — 03433.